# Lovre II. Zanne
Lovre II. Zane (tal. Lorenzo Zane) († Rim, 15. listopada 1485.), talijanski svećenik i nadbiskup. U periodu od 1452. do 1473. bio je na čelu Splitske nadbiskupije i metropolije.
Potječe iz mletačke plemićke obitelji. U lipnju 1452. postao je nadbiskup u Splitu. Godine 1473. promaknut je na funkciju biskupa u Trevisu, a upražnjeno nadbiskupsko mjesto u splitskoj Crkvi preuzeo je Pietro Riario. Iste godine imenovan je i naslovnim patrijarhom Antiohije.
Godine 1478. premješten je na čelo biskupije u Bresciji, ali već se nakon tri godine povukao s položaja, a biskupom je postao njegov dvadesetogodišnji nećak Paul Zane.
| Titule u Katoličkoj Crkvi | Titule u Katoličkoj Crkvi        | Titule u Katoličkoj Crkvi |
| ------------------------- | -------------------------------- | ------------------------- |
| prethodnik Jakobin Badoer | splitski nadbiskup 1452. – 1473. | nasljednik Petar Riario   |